# Seznam podkraljev Peruja
Seznam podkraljev Peruja.

## Seznam
- 1544 - 1546   Blasco Núñez Vela
- 1546 - 1549   Pedro de la Gasca
- 1550 - 1552   Antonio de Mendoza, conde de Tendilla
- 1552 - 1556   Melchor Bravo de Saravia
- 1556 - 1561   Andrés Hurtado de Mendoza, marqués de Cañete
- 1561 - 1564   Diego López de Zúñiga y Velasco, conde de Nieva
- 1564           [[Juan de Saavedra]
- 1564 - 1569   Lope García de Castro
- 1569 - 1581   Francisco de Toledo, conde de Oropesa
- 1581 - 1583   Martín Enríquez de Almanza
- 1584           Cristóbal Ramírez de Cartagena
- 1584 - 1589   Fernando Torres de Portugal y Mesía
- 1589 - 1596   García Hurtado de Mendoza, Marquis of Cañete
- 1596 - 1604   Luis de Velasco, marqués de Salinas
- 1604 - 1606   Gaspar de Zúñiga y Acevedo, grof Monterreyja
- 1607           Diego Núñez de Avendaño
- 1607 - 1615   Juan de Mendoza y Luna, marqués de Montesclaros
- 1615 - 1621   Francisco de Borja y Aragón, príncipe de Esquilache
- 1621 - 1622   Juan Jiménez de Montalvo
- 1622 - 1629   Diego Fernández de Córdoba, Marquis of Guadalcázar
- 1629 - 1639   Luis Jerónimo Fernández de Cabrera, conde de Chinchón
- 1639 - 1648   Pedro Álvarez de Toledo y Leiva, marqués de Mancera
- 1648 - 1655   García Sarmiento de Sotomayor, 2nd conde de Salvatierra
- 1655 - 1661   Luis Enríquez de Guzmán, conde de Alba de Liste
- 1661 - 1666   Diego de Benavides y de la Cueva, conde de Santisteban del Puerto
- 1666 - 1667   Bernardo de Iturriaza, president of the Audiencia
- 1667 - 1672   Pedro Antonio Fernández de Castro, conde de Lemos
- 1672 - 1674   Bernardo de Iturriaza
- 1674 - 1678   Baltasar de la Cueva Enríquez, conde de Castellar
- 1678 - 1681   Melchor Liñán y Cisneros
- 1681 - 1689   Melchor de Navarra y Rocafull, duque de la Palata
- 1689 - 1705   Melchor Portocarrero Lasso de la Vega, conde de Monclova
- 1705 - 1707   Miguel Núñez de Sanabria
- 1707 - 1710   Manuel de Oms y de Santa Pau, marqués de Castelldosrius
- 1710           Miguel Núñez de Sanabria
- 1710 - 1716   Diego Ladrón de Guevara
- 1716           Mateo de la Mata Ponce de León
- 1716           Diego Morcillo Rubio de Auñón
- 1716 - 1720   Carmine Nicolao Caracciolo, príncipe de Santo Buono
- 1720 - 1724   Diego Morcillo Rubio de Auñón
- 1724 - 1736   José de Armendáriz, marqués de Castelfuerte
- 1736 - 1745   José Antonio de Mendoza Caamaño y Sotomayor, marqués de Villagarcía
- 1745 - 1761   José Antonio Manso de Velasco, conde de Superunda
- 1761 - 1776   Manuel de Amat y Juniet
- 1776 - 1780   Manuel de Guirior
- 1780 - 1784   Agustín de Jáuregui y Aldecoa
- 1784 - 1790   Teodoro de Croix
- 1790 - 1796   Francisco Gil de Taboada y Lemos
- 1796 - 1801   Ambrosio O'Higgins, Marquis of Osorno
- 1801           Manuel Arredondo y Pelegrín
- 1801 - 1806   Gabriel de Avilés y del Fierro, marqués de Avilés
- 1806 - 1816   José Fernando de Abascal y Sousa
- 1816 - 1821   Joaquín de la Pezuela
- 1821 - 1824   José de la Serna e Hinojosa (v.d.)
- 1824 - 1826    Juan Pío de Tristán y Moscoso (v.d.)